# احمد اسفندیاری
احمد اسفندیاری (۳ اردیبهشت ۱۳۰۱ – ۲۹ اسفند ۱۳۹۱) از پیشگامان نقاشی مدرن ایران و هنگام درگذشت از معدود بازماندگان نسل اول نقاشان نوگرای ایرانی بود.

## زندگی‌نامه
احمد اسفندیاری در سال  ۱۳۰۱ در تهران به دنیا آمد. پدر و مادرش کرمانی اما از تباری مازندرانی و خویشاوند نیما یوشیج (علی اسفندیاری) بودند. پدر و مادر وی هر دو هنرمند بودند؛ پدرش عبدالله عدل اسفندیاری خط خوش و صدای خوش داشت، و مادرش ویولن می‌نواخت و از شاگردان ابوالحسن صبا بود. احمد نقاشی را ابتدا نزد یکی از شاگردان کمال الملک فرا گرفت و پس از آن در سال ۱۳۲۴ به دانشکده هنرهای زیبای دانشگاه تهران رفت و نهایتاً با مدرک کارشناسی فارغ‌التحصیل شد. پدر او بعد از درک علاقهٔ کودکش به نقاشی او را برای آموزش این هنر نزد علی‌محمد حیدریان -یکی از شاگردان کمال‌الملک- برد. علی‌محمد حیدریان با دیدن استعداد اسفندیاری در هنر نقاشی او را به تحصیل در دانشکدۀ هنرهای زیبا ترغیب کرد. اسفندیاری در سال ۱۳۲۴، پس از دورهٔ یادگیری‌اش در امتحان عملی دانشکده شرکت کرد و پس از ویشکایی که چند سال در مدرسهٔ کمال‌الملک تحصیل کرده بود، و در دومین سال تأسیس دانشکده به عنوان نفر دوم پذیرفته شد و پس از ورود به دانشگاه و به خاطر علاقه‌مندی به آثار هنرمندانی چون گوگن، سزان و رامبرانت سبک امپرسیونیسم را برای آثار خود انتخاب کرد. او در این سال‌ها با نقاشانی چون جلیل ضیاپور، حسین کاظمی، جواد حمیدی و منوچهر یکتایی وارد دانشکده هنرهای زیبا شده بود و زیر نظر مدرسان فرانسوی دانشکده نقاشی را ادامه داد.
محمود رحمانی مستندساز شناخته شده ایرانی فیلمی با نام ابدیت (برگرفته از تابلوی ابدیت اثر احمداسفندیاری) از زندگی و آثار این نقاش نوگرا را آغاز کرده بود که با مرگ اسفندیاری همچنان نیمه تمام مانده‌است.

## سبک
اسفندیاری علاقهٔ خاصی به نقاشی از طبیعت دارد. در سبک اسفندیاری، رنگ‌های سرد به ویژه رنگ آبی بسیار به کار می‌رود، چنان‌که از او به «نقاش آبی‌ها» یاد شده‌است. او از خطوط برای دورگیری یا نمایش اشیا استفاده می‌کند و از قدرت‌نمایی تکنیکی پرهیز می‌کند. حمید شاه‌آبادی، معاون هنری وقت وزارت فرهنگ و ارشاد اسلامی، در زمان خاکسپاری اسفندیاری از او به عنوان کسی که «گامی نو در عرصه هنرهای تجسمی برداشت» یادآوری کرد و گفت اسفندیاری در عرصه نوگرایی با حفظ اصالت‌ها حرکت می‌کرد. احمد اسفندیاری در جایی به نامه‌ای که از چند استاد فرانسوی در اوایل دهه ۳۰ به دستش رسیده بود اشاره کرده و گفته‌است: «در پاریس وقتی کارهای من را دیده بودند تعجب کردند و برای من نوشتند که کارهایم کمی شبیه ماتیس یا موندریان است بدون هیچ تقلیدی. آن‌ها برای من نوشته بودند که من برای خودم کسی و آدمی هستم.»
اما اولین حضور جدی او در یک رویداد هنری، حضور در نمایشگاه هنرهای زیبای تهران در سال ۱۳۲۵ بود. در سال ۱۳۲۶ که دوران تحصیلش در دانشکده به اتمام می‌رسد، به‌عنوان پروژهٔ پایانی، تابلویی با موضوع «باشگاه افسران» را ترسیم می‌کند. در اوایل سال ۱۳۲۸ در نمایشگاه گروهی انجمن فرهنگی ایران و فرانسه به همراه حسین کاظمی، محمود جوادی پور و مهدی ویشکایی شرکت کرده و در پایه‌گذاری گالری آپادانا (نخستین گالری خصوصی ایران) همکاری می‌کند. فعالیت دیگر او در این زمینه، حضور در اولین بی‌ینال تهران بود که در سال ۱۳۳۷ برگزار شد در این بیینال از او طبیعت بی‌جانی دیده شد که در آن اشیا، فرم‌های ساده‌ای یافته و با خطوط رنگین دورگیری شده‌اند. از اواخر سال‌های ۳۰ در بی‌ینال‌های دوم و سوم در سال‌های ۱۳۳۹ و ۱۳۴۱، لکه رنگ‌ها جای خود را به ترکیبی از خطوط ریتمیک، مواج یا لکه رنگ‌هایی نسبتاً تخت می‌دهد و حضور این خطوط در آثارش، فضایی پویا به هنرش می‌بخشند. اما تغییر و جهش کارهای اسفندیاری را در بی‌ینال چهارم در سال ۱۳۴۳ می‌بینیم. خطوط ریتمیک این‌بار ساختاری هندسه‌گون یافته و با نظم دقیق‌تری کنار یکدیگر قرار می‌گیرند. پرسپکتیو خطی حذف شده و اشیا و آدم‌ها به نهایت ساده می‌شوند، تا به‌صورت مجموعه‌ای از خطوط و سطوح رنگین، هارمونی بدیعی را شکل بخشند.
در نهایت باید اذعان داشت که کارهای او برداشتی از چند سبک مختلف است، اما حاصل از تفکر خاصش است. او در این باره می‌گوید: «ابتدا کارم طبیعت سازی بود و سبکی را که در زمان دانشجویی‌ام کار می‌کردم امپرسیونیسم بود بسیاری از هنرمندان، آثار مرا شبیه آثار سزان، نقاش فرانسوی می‌دانستند بعد تصمیم گرفتم که تقلید نکنم. بیست سال پیش زمانی که هنرمندان خارجی آثار مرا می‌دیدند هرگز باور نمی‌کردند که در ایران نقاشان بزرگی هستند که می‌توانند کارهای ارزنده‌ای به نمایش بگذارند مدتی امپرسیونیسم کار می‌کردم بدون اینکه چیزی از آبستره بدانم، در آن سبک شروع به کار کردم من در طول این مدت، کارهایی انجام دادم که بسیاری از هنرمندان نکردند ابتدا رئالیسم کار می‌کردم الان من آبستره و به‌طورکلی انتزاعی کار می‌کنم این کار فرم خاص خودش را دارد و سبک کارم درواقع مخصوص خودم است. کارهای من برداشتی از چند سبک است و می‌توانم بگویم نوع تفکر خاص من است یک هنرمند نقاش باید چند سال کار بکند تا طراحی را یاد بگیرد او در واقع با چند سال کار کردن تبدیل به یک نقاش می‌شود مسلماً کاری که ارائه می‌دهم از نوع تفکر خاص خودم است و هیچ‌گونه کپی برداری نمی‌کنم و قاطعانه با چنین روشی مخالفم»

## آثار
نرخ رشد آثار او به طرز شگفتی همگی مثبت بوده و بیشترین نرخ رشدش اثر انسان و مناظر اوست که مربوط به حراج تهران در خرداد ۹۳ و با درصد رشدی برابر با ۷۰ درصد بوده‌است. این اثر انسان درکنار مناظر و قسمتی از طبیعت و در هماهنگی با آن دیده می‌شد. رنگ‌های بنفش و آبی و سبز و فیروزه‌ای و نارنجی و زرد طلایی که از رنگ‌های محبوب او محسوب می‌شوند، مانند نقوش سفال، هم اشکال را دورگیری می‌کنند و هم رنگ‌آمیزی آنها را به‌عهده می‌گیرند. دراین اثر دورگیری‌های سیاه‌رنگ مانند سفالینه‌های سنتی ایرانی به نظر می‌رسند. این خطوط رنگ‌های مختلف را دربر گرفته و جلوه‌ای پرقدرت به شکل‌ها بخشیده بود.

## شهرت
اسفندیاری از معدود هنرمندان ایرانی است که نامش در فرهنگ لاروس آمده‌است.